# Triển khai phần mềm
Triển khai phần mềm (tiếng Anh: Software deployment) là tât cả các hoạt động khiến một hệ thống phần mềm sẵn sàng cho việc sử dụng.
Quá trình triển khai chung bao gồm một số hoạt động có liên quan với khả năng chuyển tiếp giữa chúng. Các hoạt động đó có thể xảy ra ở phía nhà sản xuất hay ở phía người dùng hoặc cả hai. Bởi vì mỗi hệ thống phần mềm là duy nhất, rất khó để định nghĩa các quy trình hay thủ tục gắn với mỗi hoạt động. Vì vây, "triển khai" nên được hiểu như một quy trình chung mà phải được tùy chỉnh tùy theo yêu cầu hay đặc điểm cụ thể. Một mô tả ngắn gọn của mỗi hoạt động sẽ được trình bày sau.

## Hoạt động triển khai
Phát hànhHoạt động phát hành bắt nguồn từ quá trình phát triển đã hoàn tất, và đôi khi được phân loại là một phần của quá trình phát triển chứ không phải là triển khai.
Cài đặt và kích hoạt
Hủy kích hoạt
Gỡ cài đặt
Cập nhậtQuá trình cập nhật sẽ thay thế một phiên bản trước đó của tất cả hoặc một phần của một hệ thống phần mềm với một phiên bản mới hơn
Cập nhật built-in
Theo dõi phiên bản
Điều chỉnh

## Vai trò triển khai
- Trong môi trường tiền sản phẩm:

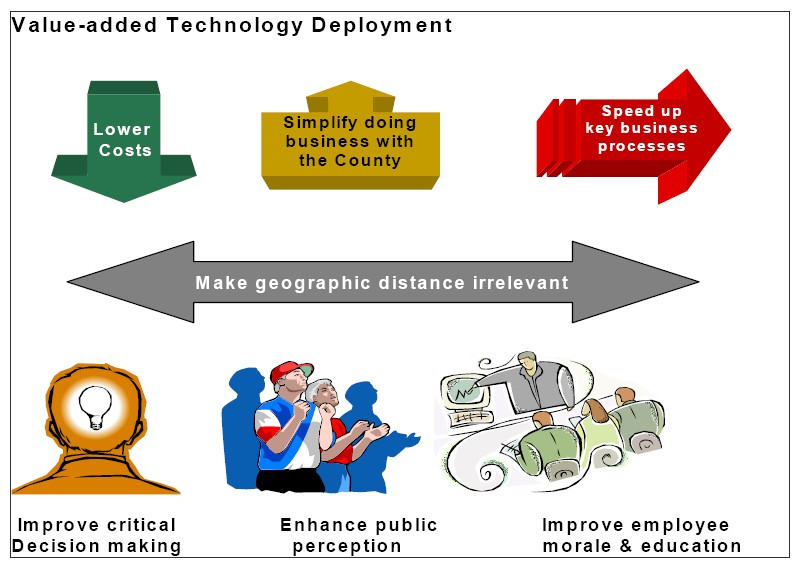
Các khía cạnh của "Triển khai Công nghệ Giá trị gia tăng" ở Miami

  - Nhà phát triển ứng dụng: xem Quy trình phát triển phần mềm
  - Kỹ sư xây dựng và phát hành: xem Công nghệ phát hành
  - Quản lý phát hành: xem Quản lý phát hành
  - Điều phối viên triển khai: xem DevOps
- Trong môi trường sản phẩm:
  - Quản trị viên hệ thống
  - Quản trị viên cơ sở dữ liệu
  - Điều phối viên triển khai: xem DevOps
  - Quản lý dự án hoạt động: xem Thư viện Cơ sở hạ tầng Công nghệ Thông tin

### Công cụ triển khai
- Ansible
- SaltStack
- OSGi
- JNLP
- RPM
- Apt
- Capistrano
- Octopus Deploy
- Lansweeper
- XebiaLabs
- IBM UrbanCode Deploy
- ICEFLO
- Electric Cloud